# Quick Change
I Quick Change sono un gruppo musicale thrash metal statunitense, fondato nel 1983 a Markham. La band ebbe una reunion nel 2000, realizzando nel complesso 3 album in studio ed uno dal vivo.

## Storia

### 1983-1991: Quick Change e la Roadrunner Records
Anche se i membri della band erano già attivi a Markham nell'Illinois dal 1981 come band di cover classic metal, i Quick Change nacquero nel 1983, ancora sotto l'influsso dell'hard & heavy più classico. La band era composta dal cantante Dwayne Whitehead, dai chitarristi Dubs Anderson e Mike McCarthy, dal bassista Mike Saint e dal batterista John Kruczek e nel 1984 pubblicò per la Garage il primo singolo 7" intitolato Someone Is Watching Me / One Night Love, in cui sembrano evidenti le ispirazioni che si concretizzano in una produzione originale, melodica e stravagante. In seguito i Quick Change virano verso le nuove sonorità thrash metal, in un graduale percorso che appare evidente nelle successive musicassette intitolate Crunch "N" Metal (1986), Demo '87 (1987), Show No Mercy (1987) e F.U.N. (1987). Tra i molti concerti di questo primo periodo vanno ricordati quelli con Death e Zoetrope.
Fu proprio l'ultimo nastro, F.U.N., che permise alla band di ottenere un contratto con la storica etichetta discografica metal Roadrunner Records. Ne scaturì il loro primo album ufficiale intitolato Circus of Death (1988). L'album si collocava a pieno titolo nel filone del thrash metal dell'epoca, con riff nitidi e veloci, voci particolarmente acute, un immaginario iconografico che mescolava realismo, shock-horror e gusto per il grottesco. L'album si rivelò un sostanziale insuccesso, definito mediocre dalla critica e non all'altezza degli altri gruppi della scena trash dell'epoca: dopo il tour internazionale la band perse il contratto con la Roadrunner, per poi sciogliersi nel 1991.

### 2000-in poi: La reunion ed i nuovi album
Nel 2000 la band si riunì con tre membri fondatori, ai quali si aggiunsero il cantante Russ Barron e il bassista Chris Harbin. A questo hanno fatto seguito due album in studio intitolati Money, Lust & Greed (2001) e IV Life (2003), e inoltre l'album dal vivo Live at the Metro del 2004.

## Formazione

### Formazione attuale
- Russ Barron - voce
- Dubs Anderson - chitarra
- Mike McCarthy - chitarra
- Mike Saint − bassista
- John Kruczek − batterista

### Ex componenti
- Mike Saint  - basso
- Dwayne Whitehead - voce

## Discografia

### In studio
- 1988 - Circus of Death (Roadrunner Records)
- 2000 - Money, Lust and Greed (autoprodotto)
- 2003 - IV Life (autoprodotto)

### Live
- 2004 - Live at the Metro (autoprodotto)

### Singoli ed EP
- 1984 - Someone Is Watching Me / One Night Love (autoprodotto)

### Demo
- 1985 - Demo '85
- 1986 - Crunch "N" Metal
- 1987 - Demo '87
- 1987 - Show No Mercy
- 1988 - F.U.N.